# Omphale safranota
Omphale safranota är en stekelart som beskrevs av Christer Hansson 2004. Omphale safranota ingår i släktet Omphale och familjen finglanssteklar.
Artens utbredningsområde är:
- Costa Rica.
- Dominikanska republiken.

Inga underarter finns listade i Catalogue of Life.